# Красногрудый скрытохвост
Красногрудый скрытохвост, или красногрудый криптуреллус (лат. Crypturellus variegatus) — вид птиц из семейства тинаму. Распространён в тропических и субтропических областях Южной Америки.

## Описание
Среднего размера скрытохвост, длина тела от 28 до 32 см. Самки несколько крупнее самцов и весят от 354 до 423 г, тогда как масса тела самцов варьируется от 310 до 365 г. Окраска верхней части тела представляет собой частые перемежающиеся чёрно-рыжие полоски. Голова серого цвета. Грудь и горло ярко окрашены в цвет корицы. Клюв длинный и прямой.

## Размножение
В популяции относительная численность самцов намного выше численности самок. В связи с этим для красногрудого скрытохвоста характерна полиандрическая полигамия. Одна самка может последовательно спариваться с несколькими (до четырёх) самцами. Каждая самка откладывает одно яйцо от каждого партнёра. Гнездо представляет собой простое углубление в земле. Насиживанием занимается только самец. Эмбриональный период развития довольно продолжителен, а потому птенцы выклёвываются из яйца вполне сформированными, одетыми пухом и способными самостоятельно отыскивать корм. Они тут же покидают гнездо, хотя ещё долгое время (2—3 недели) следуют за самцом, который их защищает и помогает отыскивать пищу.

## Распространение и места обитания
Ареал очень широк. Встречаются от юго-востока Бразилии до Гайаны и юга Венесуэлы и Колумбии, на западе Южной Америки — до Перу. Обитают в лесах разного типа на высоте от 100 до 1300 м над уровнем моря.